# Удегејци
Удегејци (рус. Удэгейцы, енгл. Udege) су тунгуско-манџурски народ, чији језик припада јужој (манџурској) грани тунгуско-манџурских језика. Традиционална територија Удегејаца се налази у Хабаровском и Приморском крају Руске Федерације.

## Територија
Традиционална територија Удегејаца се простире од обале Јапанског мора на истоку, средњег тока десних притока реке Усури: Хор, Бикин и Велика Усурка на западу, територије Ороча у близини данашњег руског града Совјетскаја Гавањ на североистоку, до нанајског села Најхина на северу и до територије Таза на југу. Изоловане групе Удегејаца су живеле окружене Нанајцима на обалама притока реке Амур: Ањуј, Гур (или Хунгари) и Урми.

## Популација
Према резултатима пописа становништва Руске Федерације, Удегејаца је 2010. било 1.496.

## Језик
Удегејски језик припада јужој (манџурској) грани тунгуско-манџурских језика и најближи је орочком језику. Постоје три дијалекта удегејског, а то су хорско-ањујски, бикинско-имански и самаргинско-хунгаријски дијалекат. Почетком 21. века већина Удегејаца говори руским као матерњим језиком, а проценат говорника удегејског је у непрестаном опадању. 

## Вера
Удегејци су одржали традиционална анимистичка веровања и шаманизам, део је православне вероисповести.